# Czesława Karaszewska
Czesława Karaszewska ps. Przepiórka (ur. 7 września 1927 w Warszawie, zm. 19 maja 2013) – polska działaczka konspiracyjna w czasie II wojny światowej, harcerka Szarych Szeregów, sanitariuszka w powstaniu warszawskim.
Córka Piotra i Elżbiety z domu Kłoszewska.
Była harcerką Szarych Szeregów – 23 Warszawskiej Drużyny Harcerskiej, żołnierzem IV Zgrupowania AK „Gurt” w powstaniu warszawskim, w ramach grupy „Bakcyl” (Sanitariat Okręgu Warszawskiego AK). Sanitariuszka Szpitala Polowego przy ul. Złotej 58.
Pochowana 27 maja 2013 r., na Cmentarzu Wojskowym na Powązkach w Warszawie, w kolumbarium Panteonu AK (kwatera D18 kolumbarium prawe A-5-2).

## Odznaczenia
- Krzyż Armii Krajowej
- Warszawski Krzyż Powstańczy
- Krzyż „Za zasługi dla ZHP” z rozetą i mieczami
- Złoty Krzyż Zasługi
- Medal „Godnemu chwała” (Digno Laude - przyznany przez Towarzystwo Lekarskie Warszawy dla Powstańczych Służb Sanitarnych)[3]